# U-Bahn-Station Elterleinplatz
Die Station Elterleinplatz ist eine zurzeit in Detailplanung befindliche Station der Linie U5 der Wiener U-Bahn, die im Rahmen des Ausbauprojekts Linienkreuz U2/U5 errichtet wird.

## Geschichte
Namensgeber der Station ist der Elterleinplatz, welcher 1882 nach Johann Georg Elterlein, einem ehemaligen Bürgermeister von Hernals, benannt wurde.
Erste Planungen der U5 gehen zurück auf den Grundnetzplan der Wiener U-Bahn aus dem Jahr 1966. In diesem wurde bereits eine Strecke von Hernals über die Stationen Schottenring und Praterstern und weiter in Richtung Donaustadt vorgesehen. Im Jahr 1992 kam dieser Verlauf abermals in einer Planungsstudie vor. Dieser wurde allerdings nie realisiert.
Nach einer Wiederaufnahme von Planungen und Prüfung von Varianten für die Streckenführung der U5 wurde 2014 das Ausbauprojekt „Linienkreuz U2/U5“ präsentiert. Damals wurde die Station Elterleinplatz noch als Endstation der U5 kommuniziert. Im 2015 erschienenen Fachkonzept Mobilität des Wiener Stadtentwicklungsplanes (STEP 2025) wurde die Errichtung der U5 bis Elterleinplatz als Projekt erster Priorität angeführt. 2021 wurde bekannt gegeben, dass die U-Bahn-Linie bis zur Station Hernals verlängert werden soll. Die „Generelle U-Bahn-Planung“ der sogenannten 5. Ausbauphase wurde seitens der Magistratsabteilung 18 – Stadtentwicklung und Stadtplanung im Jahr 2022 abgeschlossen und zur Detailplanung an die Wiener Linien übergeben.
Die in Planung befindliche U-Bahn-Station Elterleinplatz soll die Straßenbahnlinie 43 deutlich entlasten und die Anbindung von Hernals an die Innenstadt bzw. das gesamte Öffi-Netz weiter optimieren. Bei der Planung stellte sich eine Herausforderung in Form des unterirdisch verlaufenden Alsbachs dar, dessen Wasserführung sich bei intensivem Niederschlag rasch ändern kann.
Mit einem Baubeginn ist voraussichtlich Ende 2026/Anfang 2027 zu rechnen. Eine Eröffnung der U-Bahn-Station ist aktuell (2024) zwischen 2032 und 2035 vorgesehen.

## Umgebung
In der Nähe der Station befinden sich das Amtshaus für den 17. Bezirk, das Jörgerbad, das Wiener Metropol, die ehemalige Hernalser Spar-Cassa (in der sich heute das Bezirksmuseum Hernals befindet) sowie die neubarocke Kalvarienbergkirche.

## Weitere öffentliche Verkehrsmittel
Heute verkehren hier die Hernals mit dem Stadtzentrum verbindende Linie 43, die Linie 9 sowie die Nachtbuslinie N43.

## Bilder

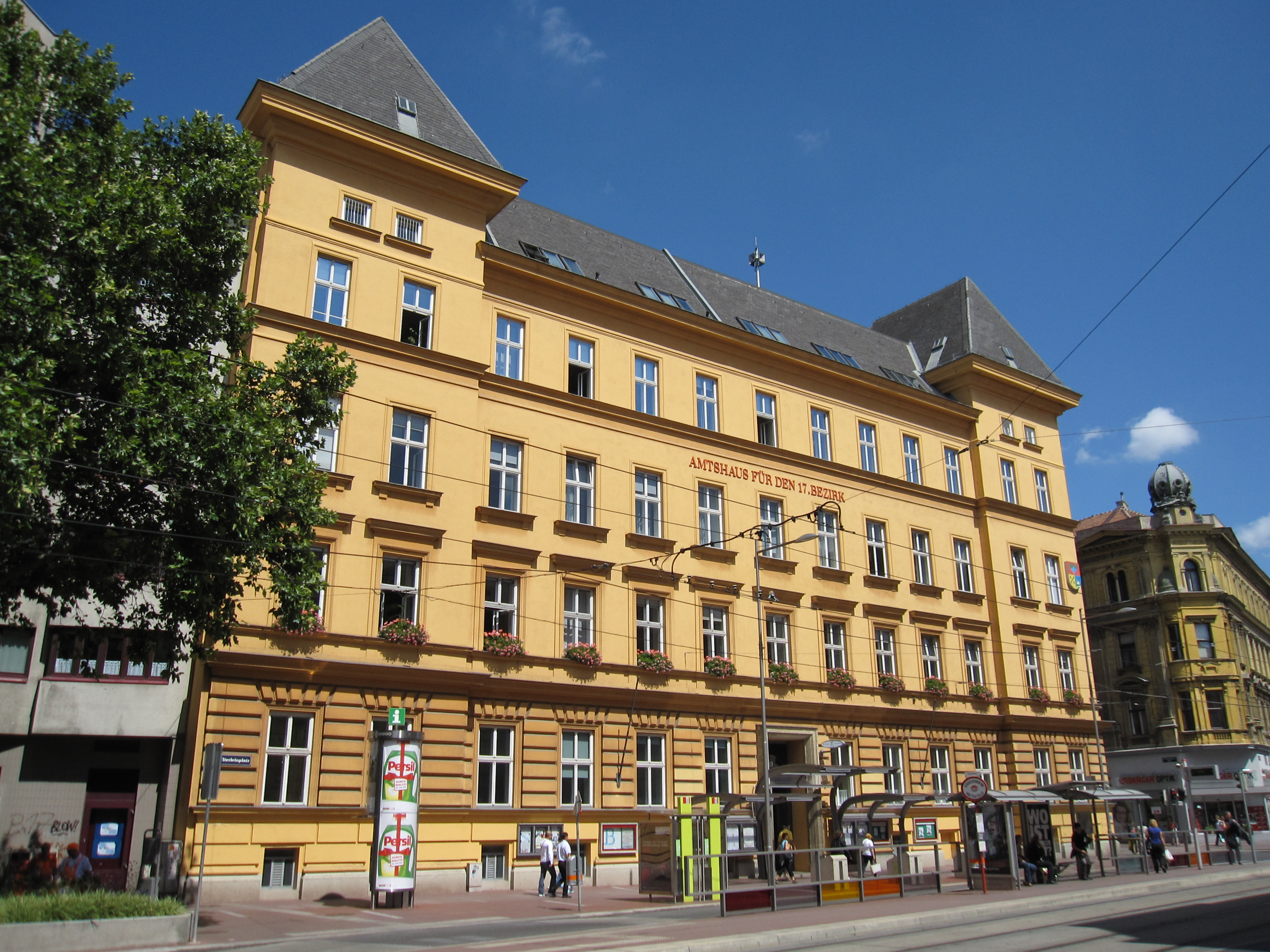
Bezirksamt Hernals, das ehemalige Rathaus der Gemeinde
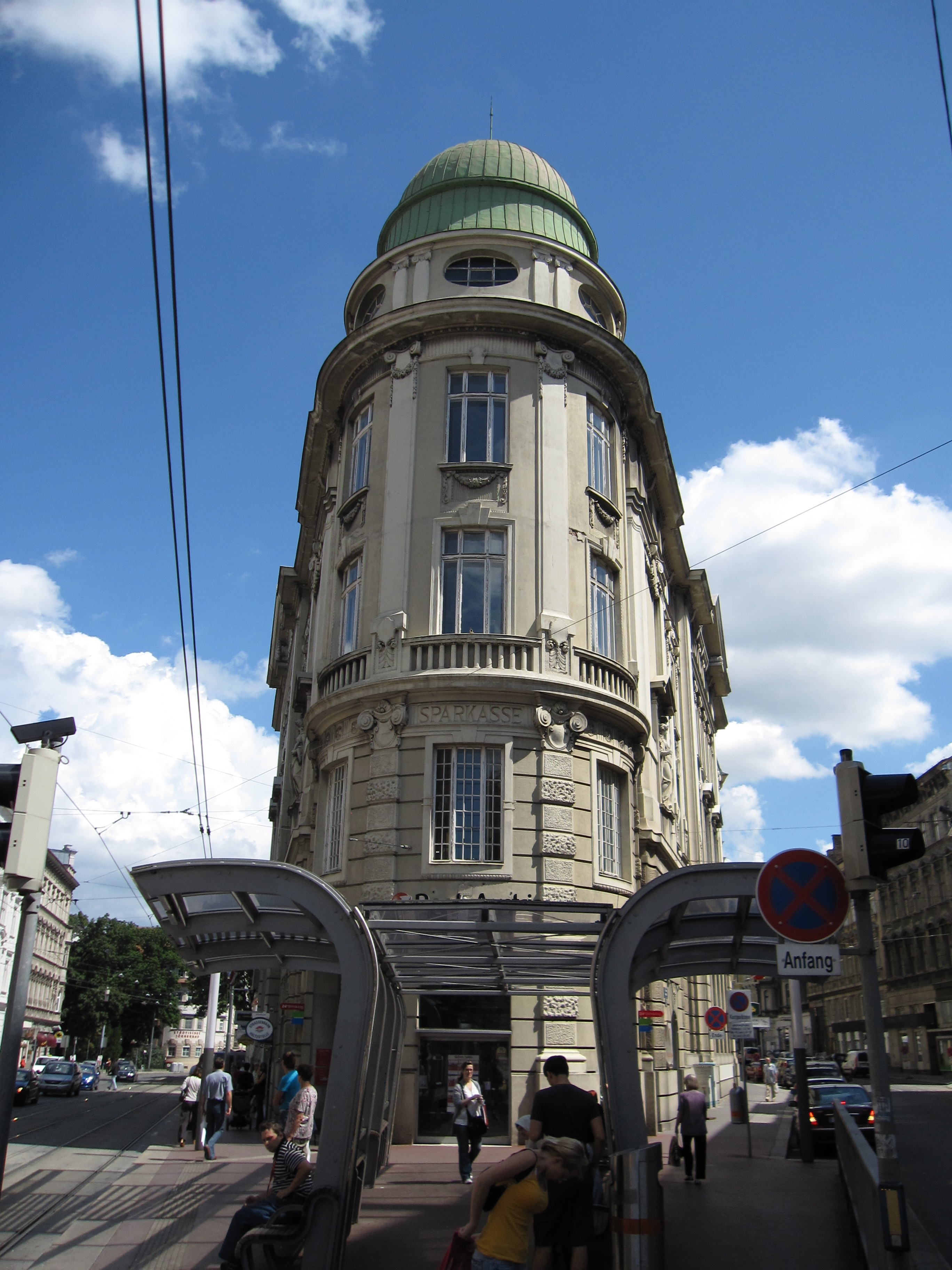
Bankgebäude (1911–13) mit Bezirksmuseum